# Mittisjön, Norrbotten
Mittisjön är en sjö i Kalix kommun i Norrbotten och ingår i Kalixälvens huvudavrinningsområde. Sjön har en area på 0,126 kvadratkilometer och ligger 50,1 meter över havet.

## Delavrinningsområde
Mittisjön ingår i det delavrinningsområde (733893-181751) som SMHI kallar för Mynnar i Finnvikgraven. Medelhöjden är 58 meter över havet och ytan är 4,03 kvadratkilometer. Det finns inga avrinningsområden uppströms utan avrinningsområdet är högsta punkten. Vattendraget som avvattnar avrinningsområdet har biflödesordning 3, vilket innebär att vattnet flödar genom totalt 3 vattendrag innan det når havet efter 31 kilometer. Avrinningsområdet består mestadels av skog (78 procent). Avrinningsområdet har 0,41 kvadratkilometer vattenytor vilket ger det en sjöprocent på 10,3 procent.